# Jan Matouš
Jan Matouš (* 30. května 1961 Vrchlabí) je bývalý československý biatlonista, olympionik a vicemistr světa. Jeho otec byl na zimní olympiádě v Cortině d'Ampezzo dvacet šest let před ním v roce 1956.

## Výkony a ocenění
- 1987: první český medailista na MS v biatlonu
- 2015: uvedení do síně slávy českého biatlonu

### Závody
V roce 1983 zvítězil na předolympijských závodech v Sarajevu. Na zimních olympijských hrách 1984 v Sarajevu byl mezi jednotlivci byl 9. na 10 km a 10. na 20 km, ve štafetě šestý, účastnil se také ZOH 1988 v Calgary. Na mistrovství světa 1990 v Oslu získal ve štafetě stříbro (s Tomášem Kosem, Jiřím Holubcem a Ivanem Masaříkem). V roce 1987 vyhrál závod světového poháru a v celkovém hodnocení se umístil na třetím místě.